# Џејн Фонда
Џејн Симор Фонда (енгл. Jane Seymour Fonda; Њујорк, 21. децембар 1937) америчка је глумица и активисткиња. Добитница је бројних награда и признања, међу којима су два Оскара, две награде БАФТА, седам награда Златни глобус и награда Еми за програм у ударном термину. Такође је фила номинована за награде Греми и Тони.
Филмску каријеру је почела шездесетих, да би врло брзо добила два Оскара за најбољу главну глумицу: 1971. за улогу у филму Детектив Клут, и 1978. за улогу у филму Повратак кући. Фонда је од осамдесетих лагано престајала да снима, да би 1990. године отишла на петнаестогодишњу паузу – први филм који је потом снимила била је комедија За све је крива свекрва, из 2005. године. Најпознатија је по филмовима Коње убијају, зар не?, Џулија, Кинески синдром, Од девет до пет, На Златном језеру и Јутро после. Фонда тренутно глуми некадашњу прву даму Сједињених Држава, Ненси Реган, у филму Батлер. Осим глуми, Џејн је годинама посвећена проблемима друштва. Активан је борац за права жена и ЛГБТ+ особа, а декларише се као феминисткиња, хришћанка и либерал. Године 2005. основала је непрофитабилну организацију Women's Media Center, која има за циљ да кроз медије и образовање повећа свест о једнакости полова. Била је једна од неколико личности из света филма која је устала против америчког напада на Вијетнам и Ирак.
Захваљујући неуобичајено грубом, дубоком гласу и најчешће озбиљним или мрзовољним изразима лица, Џејн је једна од најупечатљивијих фигура Холивуда шездесетих, седамдесетих и осамдесетих година прошлог века. Иако у данашње време глуми све ређе, Фонда се уз Ширли Маклејн и Натали Вуд сматра највећом филмском дивом седамдесетих година прошлог века.

## Детињство, младост и образовање
Џејн Симор Фонда је рођена у Њујорк Ситију 21. децембра 1937. године. Њени родитељи били су канадска припадница више класе Франсис Форд Брокау (рођена Симор; 1908–1950) и амерички глумац Хенри Фонда (1905–1982). Према њеном оцу, презиме Фонда потиче од италијанског претка који је у Холандију емигрирао током 1500-их. Тамо се оженио и породица је почела да користи холандска имена, а први њен предак из Фонда лозе стигао је у Њујорк 1650. године. Фонда такође има енглеско, француско и шкотско порекло. Име је добила по трећој супрузи Хенрија VIII, Џејн Симор, са којом је с мајчине стране у далеком сродству. Њен брат, Питер (1940–2019), такође је био глумац, а њена полусестра по мајци је Франсис де Вилерс Брокау (ака „Пан“), чија је ћерка Пилар Корјас, власница галерије Пилар Корјас у Лондону.
Године 1950, када је Фонда имала 12 година, њена мајка је извршила самоубиство док је била подвргнута лечењу у психијатријској болници Крејг Хаус у Бикону у Њујорку. Касније те године, Фондин отац се оженио припадницом више класе Сузан Бланчард (рођеном 1928), 23 године млађом од њега; тај се брак завршио разводом. Са 15 година Фонда је предавала плес у Фајер Ајланд Пајнсу у Њујорку.
Фонда је похађала Гринвич академију у Гринвичу, Конектикат; Ема Вилард школу у Троју у Њујорку; и Васар колеџ у Пукипсију у Њујорку. Пре глумачке каријере била је манекенка и два пута се појављивала на насловној страни Воуга.

## Глумачка каријера

### Почеци каријере (1950е–1962)
Фонда је постала заинтересована за глуму као тинејџера док се заједно са оцем појављивала у добротворном наступу „Сеоска девојка” у Омаха Комјунити Плајхаус. Након што је напустила Васар, отишла је у Париз на шест месеци да студира уметност. По повратку у САД, 1958. године, упознала је Ли Страсберга, и тај састанак је променио ток њеног живота. Фонда је изјавила: „Отишла сам у глумачки студио и Ли Страсберг ми је рекао да имам таленат. Прави таленат. То је био први пут да ми је било ко, осим мог оца - који је морао то да ми каже - рекао да сам добра. У било чему. То је била прекретница у мом животу. Отишла сам на спавање размишљајући о глуми. Пробудила сам се размишљајући о глуми. Било је то као да је кров уклоњен из мог живота!"

## Филмови
Играла у великом броју филмова, више номинација за „Оскара“.
Награду "Оскар за најбољу главну глумицу" добила за филмове
- 1971. године "Детектив Клут"
- 1978. године "Повратак ратника"